# 프리프
1. 프리프(PRIEF) (http://prief.co.kr) 는 약사 교육강의 플랫폼이다. OTC, ETC, 영양제, 스포츠약학, 약국생활, 개국, 스마트스토어 유통 등에 대한 강의가 있다.

2. 프리프(Flyff, "Fly for Fun"의 준말)는 대한민국의 개발 기업 갈라 랩(구 Aeonsoft & nFlavor)의 판타지 대규모 다중 사용자 온라인 롤플레잉 게임(MMORPG)이다. 세계 최초 플라잉 RPG를 내세우며 오픈 베타 테스트를 시작했으며 현재는 하늘을 나는 로맨틱 RPG를 내세우고 있다. 프리프는 13개국, 10개 언어로 호스팅되며 30,000,000명 이상의 등록 계정이 있다.
같은 세계관의 게임으로는 프리프와 동일하게 카툰랜더링으로 재구현한 마스쿼레이드라는 게임도 출시했었으나 반응이 없어 금방 서비스 종료했다.
모바일 버전으로 엔터메이트에서 개발한 프리프 레거시라는 게임이 있으나 2017년 12월 1일을 기점으로 서비스 종료했으며, 프리프 레거시의 시스템을 보완하여 프리프 리마스터로 2017년 12월 12일 출시했다.

## 같은 세계관 게임
- 마스쿼레이드
- 프리프 레거시
- 프리프 리마스터
- 프리프 유니버스